# Siriri (dança)

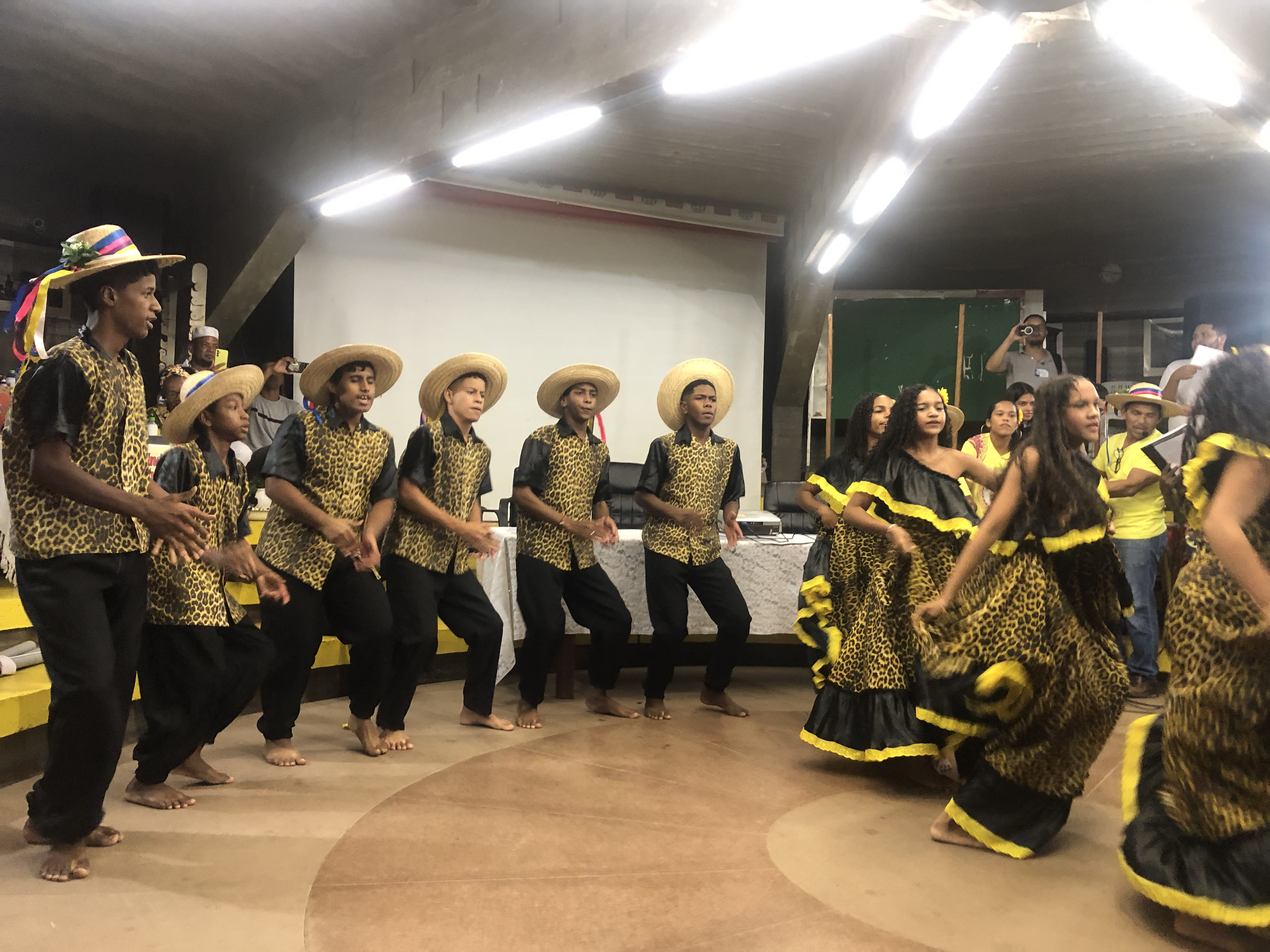
Grupo de dança Siriri da comunidade Mata Cavalo

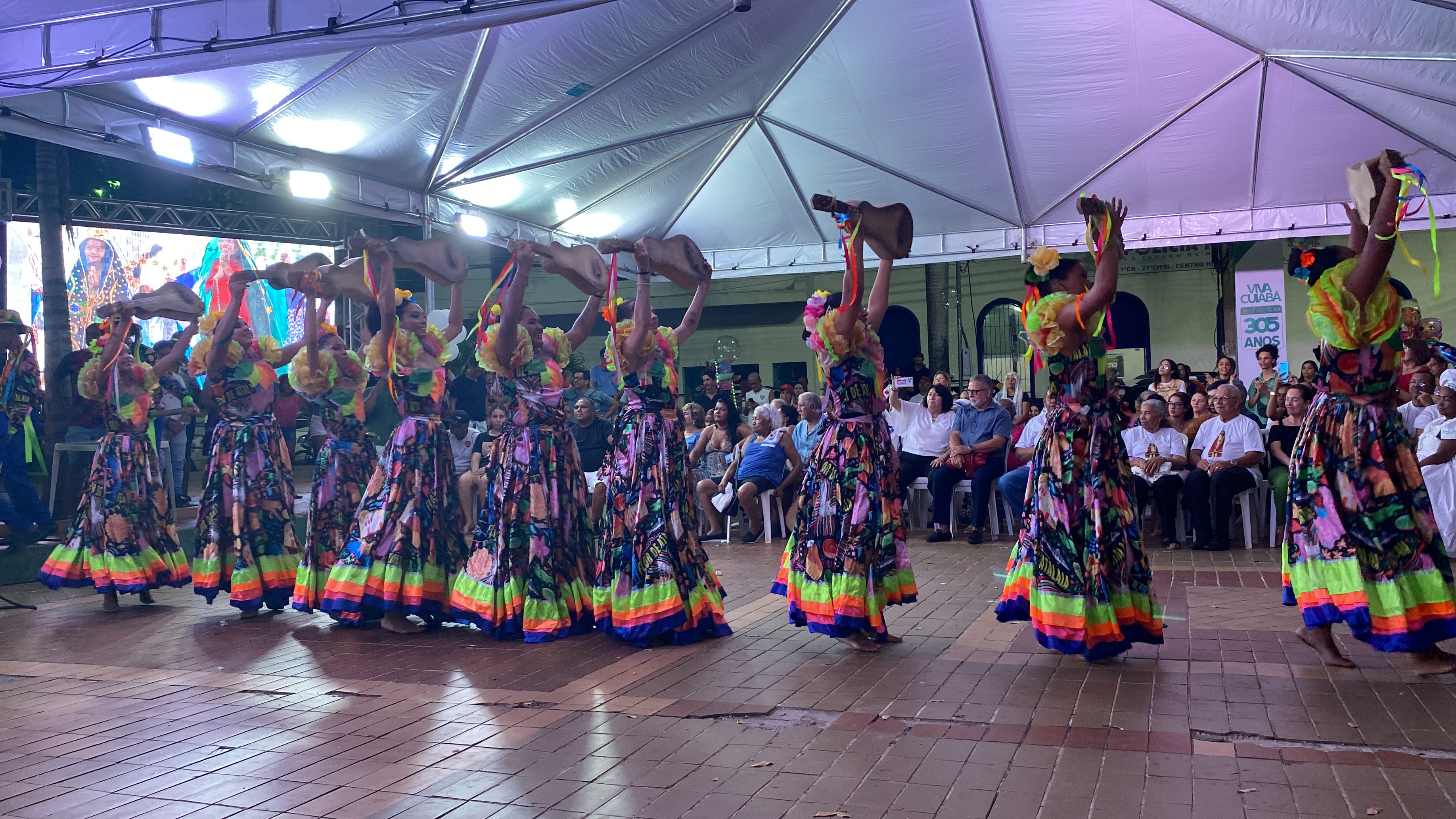
Grupo de siriri Flor de Atalaia

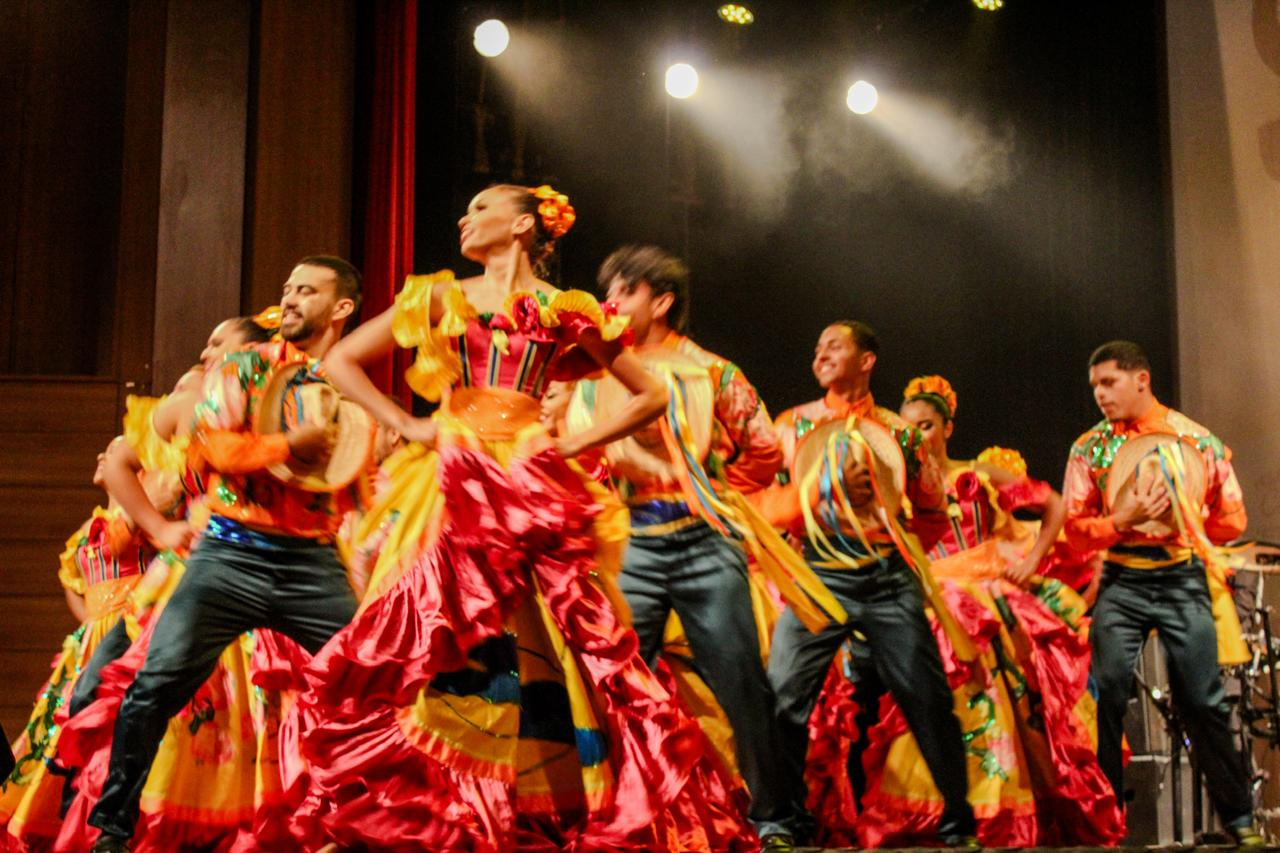
Grupo de siriri Flor Ribeirinha

Siriri é uma dança folclórica da Região Centro-Oeste do Brasil (Mato Grosso, Mato Grosso do Sul e Goiás), e faz parte das festas tradicionais e festejos religiosos. A dança lembra as brincadeiras indígenas, com ritmo e expressão hispano-lusitana e africana. As músicas que acompanham a dança falam das coisas da vida de forma simples e alegre. Como instrumentos musicais, acompanham a viola de cocho, o cracachá (ganzá) e o mocho ou tamboril.Sua origem é incerta, assim como a do termo siriri, que pode ter se originado a partir da palavra itiriri, que designa um entremez, uma representação cênica do século XVIII em Portugal, ou ainda, uma alusão aos cupins com asas, popularmente conhecidos como siriri. A expressão corporal e a coreografia transmitem o respeito e o culto à amizade, por isso é conhecido como dança mensagem.

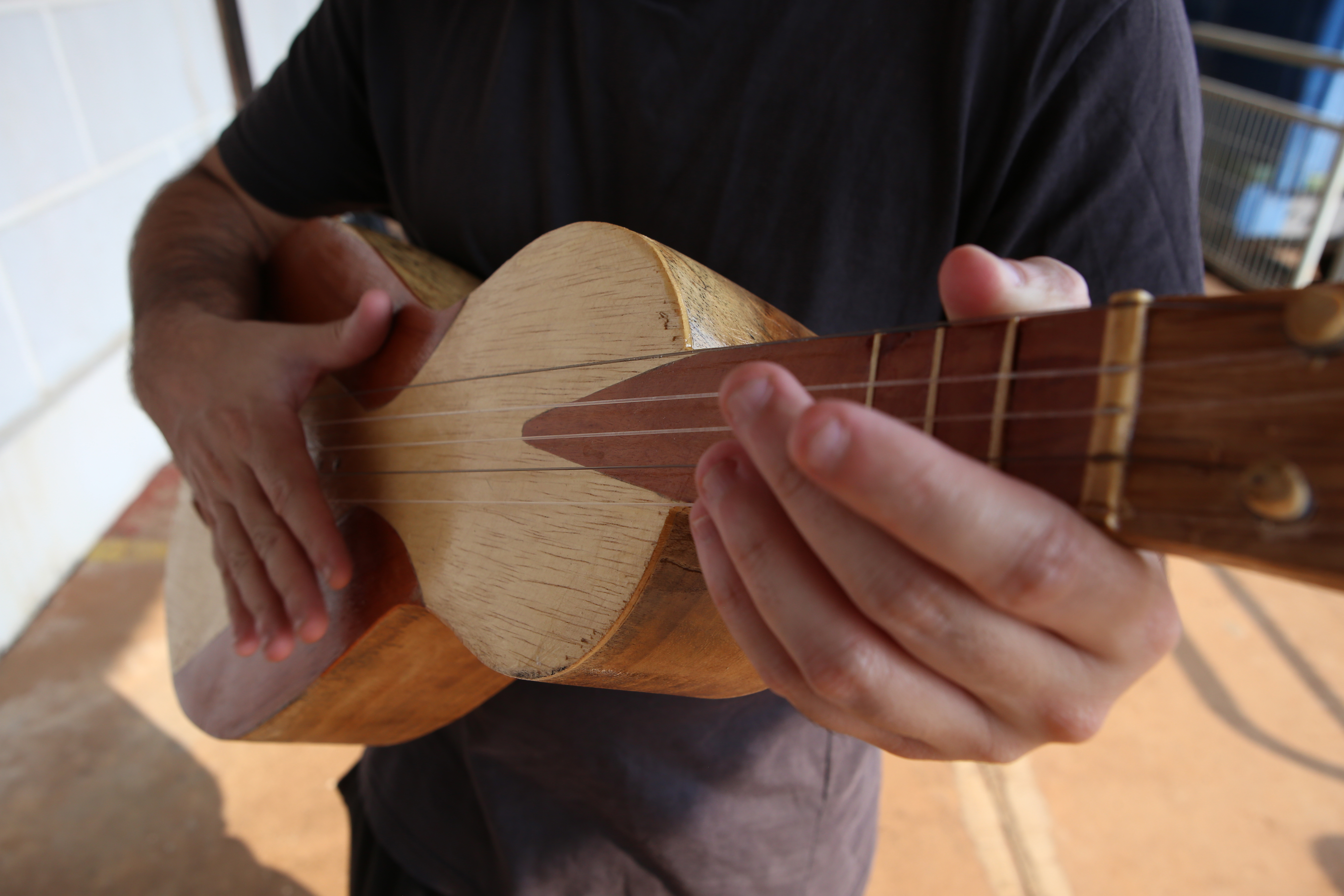
Viola de cocho típica da região pantaneira

Ela é dançada com passos diversos, incluindo, principalmente, batidas de pés e mãos. Os homens costumam colocar os braços nas costas enquanto as mulheres mexem sua saia. Faz parte da tradição cultural dos municípios e comunidades tradicionais da Baixada Cuiabana e da região pantaneira.Em Cuiabá, os principais  grupos são o Flor de Atalaia e o Flor Ribeirinha, difusores do Siriri no Brasil e no mundo.

## Origem e Tradição

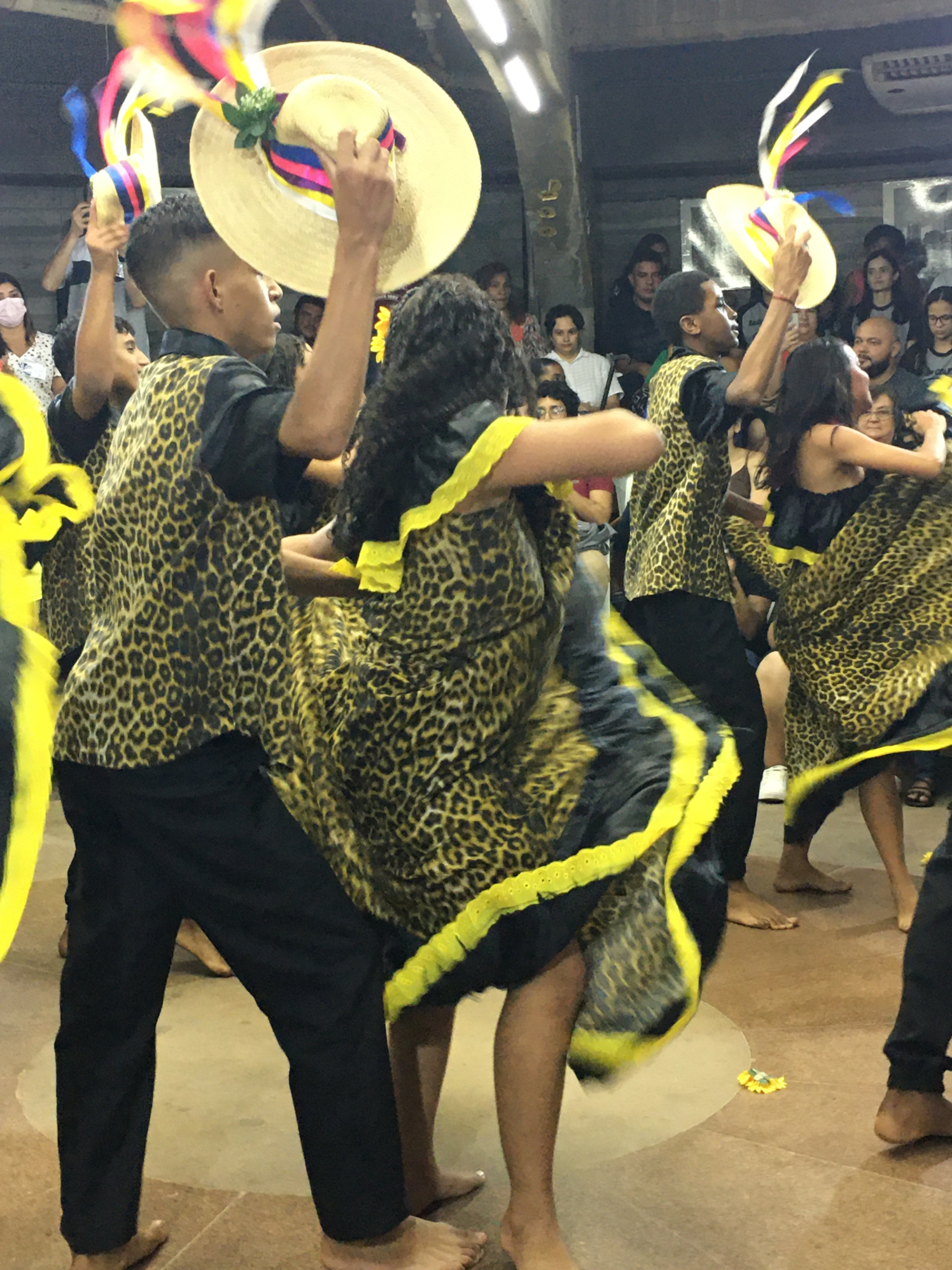
Dançarinos do grupo de siriri da comunidade quilombola Mata Cavalo

A origem do Siriri é incerta, no entanto, é possível afirmar que está relacionada ao processo histórico-cultural da região, mesclando aspectos culturais indígenas, africanos e europeus. O povoamento de Mato Grosso, estado no qual a dança tem grande difusão, sendo um elemento fundamental da tradição e da identidade popular, ocorreu especialmente com o ciclo do ouro no início do século XVIII, motivado pelos movimentos exploratórios dos bandeirantes, acompanhados por jesuítas. 
Os vilarejos foram transformados em cidades e os indígenas e negros utilizados como mão de obra escrava. O território já era habitado por povos indígenas que praticavam suas danças, como os bororós e os coxiponés. Dessa diversidade surge o siriri, que carrega traços das danças ritualísticas indígenas, com elementos rítmicos europeus e africanos. Além do culto aos santos cristãos derivados do processo de ressignificação da cultura afro-indígena durante a colonização do estado.
Comumente dançada nas festas de santo, o siriri constitui-se como dança popular, uma forma de divertimento dos mais pobres, inicialmente pouco prestigiada. Assim como a prática do Cururu, também pertencente a parcela subalternizada da população. Não é possível afirmar desde quando a dança é praticada na região pantaneira e nos municípios da chamada Baixada Cuiabana, localizados no entorno da capital, mas os primeiros registros dessa prática datam de 1900.

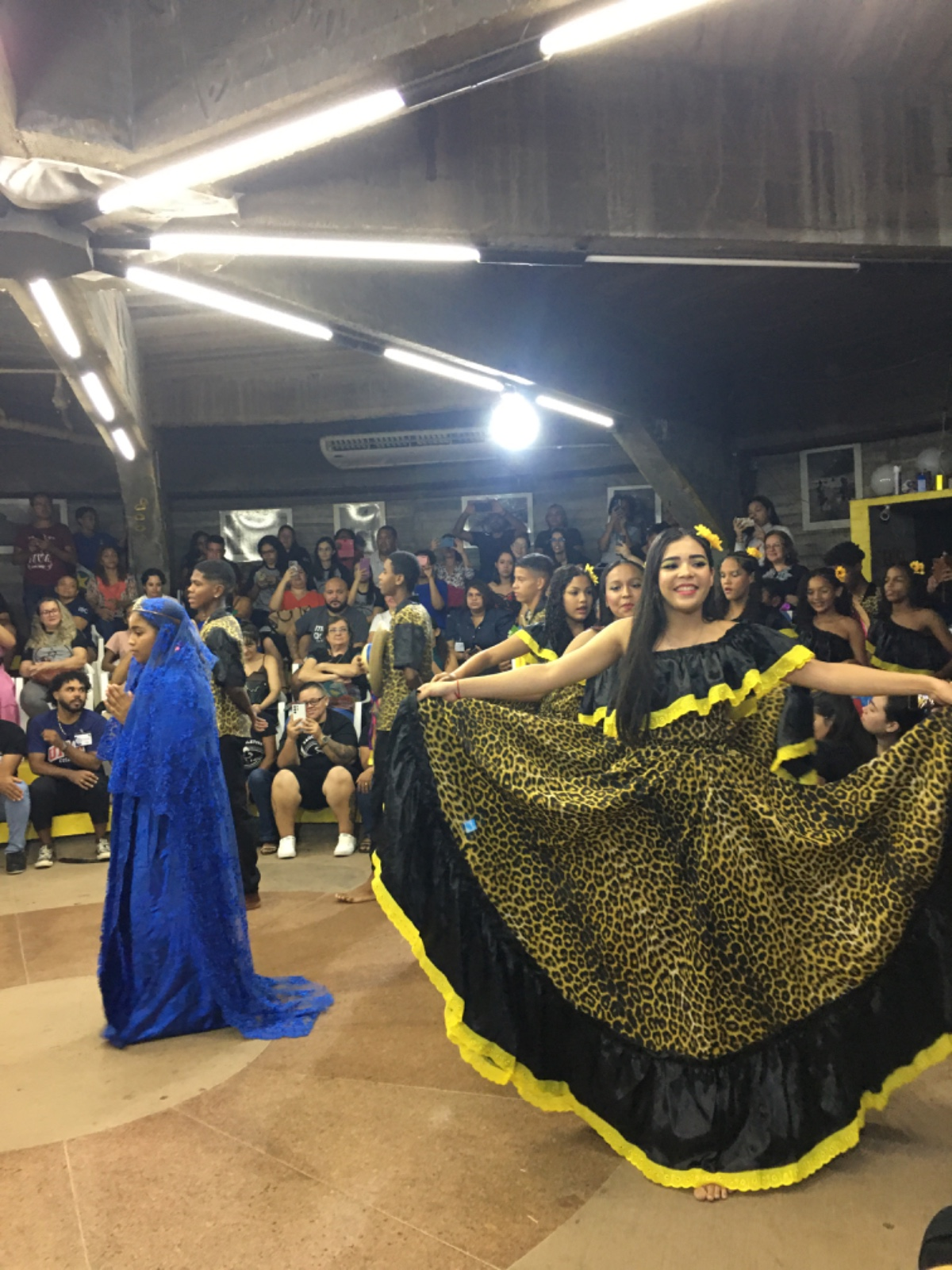
Dançarina de siriri com figurino de apresentação ao lado da participante que representa a santa de devoção do grupo, Nossa Senhora

A tradição do siriri está ligada aos povos ribeirinhos, que festejam dançando e cantando canções que trazem fatos da vida cotidiana. Era habitualmente realizada nos quintais das casas, em reverência ao santo devoto do dono da mesma, no ritmo criado com a viola de cocho, o ganzá e o mocho e canções de versos criados na hora. É dançada em roda e em fileiras, aos pares, ás vezes com os pés descalços, com todos batendo palmas e pés no chão, e as mulheres rodando as saias.  Acredita-se que antigamente as rodas de siriri aconteciam no intervalo dos cururueiros. Nesse momento poderiam participar mulheres, homens e crianças. 

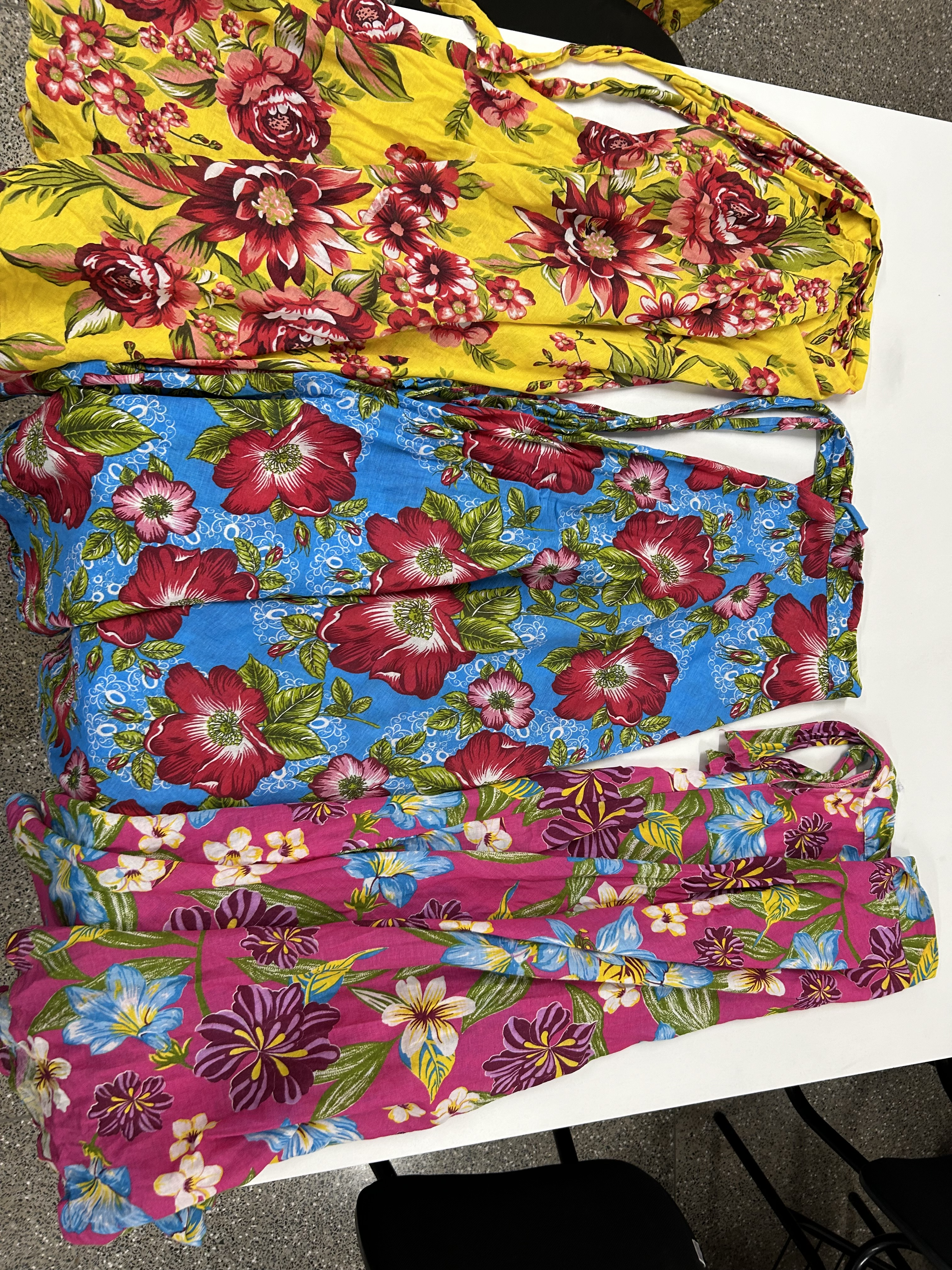
Saias de chita tradicionalmente usadas para dançar siriri

Inicialmente, não existiam trajes específicos para a dança, as roupas eram as mesmas utilizadas cotidianamente pelos ribeirinhos. As mulheres usavam, geralmente, vestidos ou saias de chita, com estampas floridas, enquanto os homens, camisa e calça. Apresentando seu melhor traje em ocasiões especiais, dentro de suas condições. Atualmente o Siriri ainda é presente nas comunidades tradicionais da baixada cuiabana, que o realizam em suas festas de santo. A tradição foi passada através da oralidade, de geração em geração, até ganhar os palcos dos festivais e programas televisivos.

## Festival Cururu Siriri
Desde de 2002, o Festival traz visibilidade para essas duas manifestações culturais tanto por parte da população quanto da mídia. Emprega características de espetáculo nas apresentações, que antes eram restritas a dias de santo e comemorações de algumas comunidades. Durante os três dias de realização, o Siriri é dançado em um espaço equipado com sistema de luz e som, com cenários, diante de uma arquibancada que comporta até trinta mil pessoas. Grupos de todo o estado de Mato Grosso participam, após seletivas regionais. No entanto, desde 2007, o Festival em si  não possui caráter competitivo. 
Os grupos costumam levar para o palco seus santos de devoção, que em um momento específico da apresentação recebe a devoção dos dançarinos através dos passos e da coreografia. Também é comum a incorporação de símbolos culturais e místicos da região, como o boi, ligado às manifestações do Boi-à-Serra, e o “Minhocão”. Alguns grupos possuem características que os identificam, como as cores, o santo padroeiro e as figuras lendárias do folclore, como a mãe do morro e a onça pintada, além das já citadas.  Há ainda, homenagens a personalidades mato-grossenses e o evidenciamento das raízes negras e indígenas em parte das apresentações de alguns grupos. Os instrumentos típicos (viola de cocho, ganzá e mocho) acompanham as apresentações e muitas vezes ganham destaque nas coreografias.
Os dançarinos utilizam figurinos coloridos, estampados e com muito brilho. Os homens, geralmente, estão vestidos com calças compridas, camisas de manga e chapéu. As mulheres, com saias bem rodadas, com babados, blusas de mangas bufantes e cabelo preso enfeitado com algum adereço. A maior parte da verba dos grupos é destinada ao figurino, que cumpre um papel primordial na construção da imagem do grupo.
O Festival, a partir da espetacularização dessas manifestações, fez com que elas ganhassem mais adeptos. Além da propagação em outras regiões do estado, não estão mais restritas aos bairros periféricos. Muitos dos participantes do Festival não são herdeiros de praticantes do Cururu e Siriri e sequer conheciam essa prática cultural no passado.
A divulgação do Festival Siriri Cururu busca projeção regional e nacional e fortalece essas manifestações como símbolo da identidade mato-grossense. Ele é importante para a manutenção da cultura local, pois exalta costumes tradicionais, dá visibilidade para grupos culturais e promove a manutenção desses costumes entre os mais jovens. 

## Toadas de Siriri

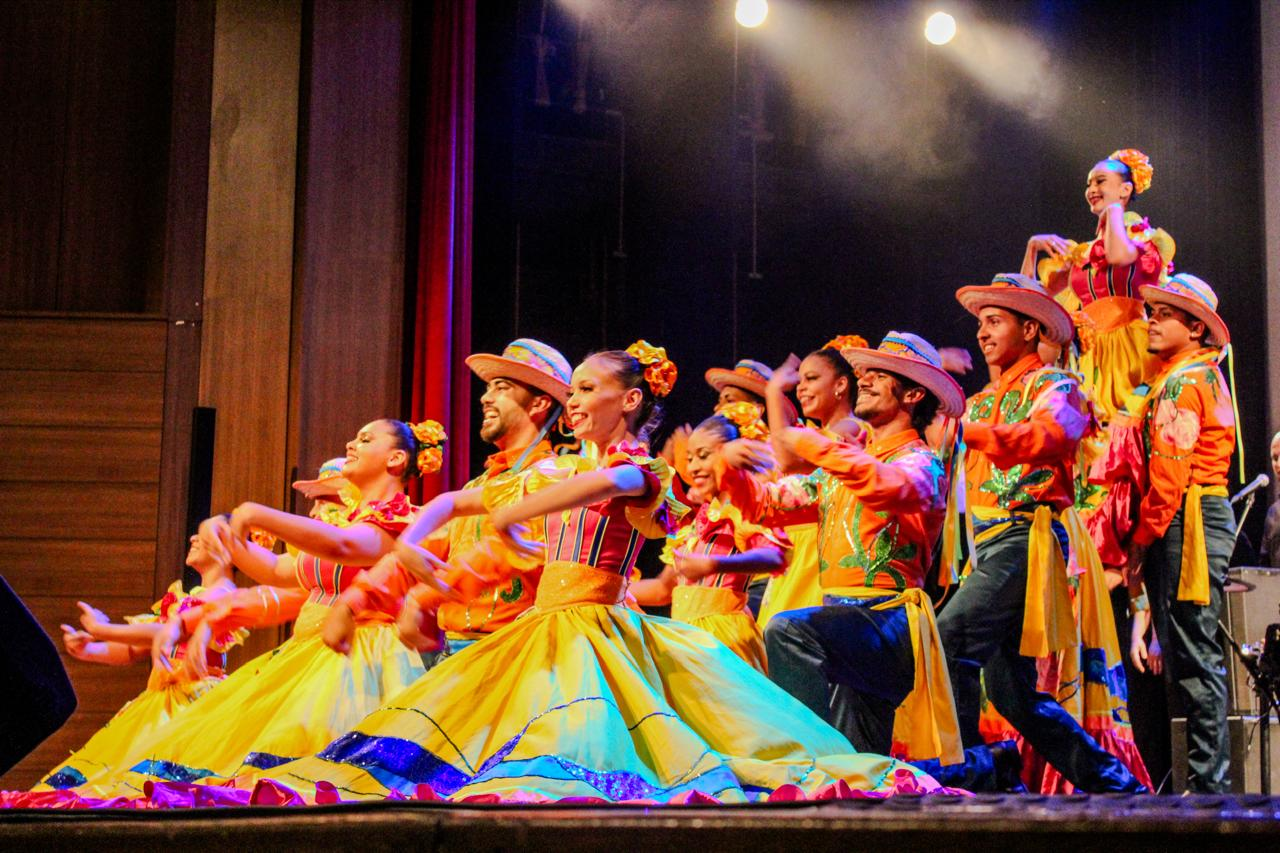
Grupo Flor Ribeirinha

A dança é acompanhada por canções de versos simples, que tradicionalmente eram criados na hora. O ritmo é alegre e dançante, tratando de coisas simples da vida ribeirinha e da tradição religiosa. A seguir duas famosas Toadas de Siriri, como são chamadas essas canções:

##### Nhandaia
Nhandaia, nhandaia
Vamos todos “nhandaiá”
Seu padre vigário venha me ensina “dançá”
Põe essa perna se não servir essa
Põe essa outra pra senhora moça
“Arrodeia arrodeia arrodeia”
Fica de joelho
Põe mão na cintura
Pra faze “misura”

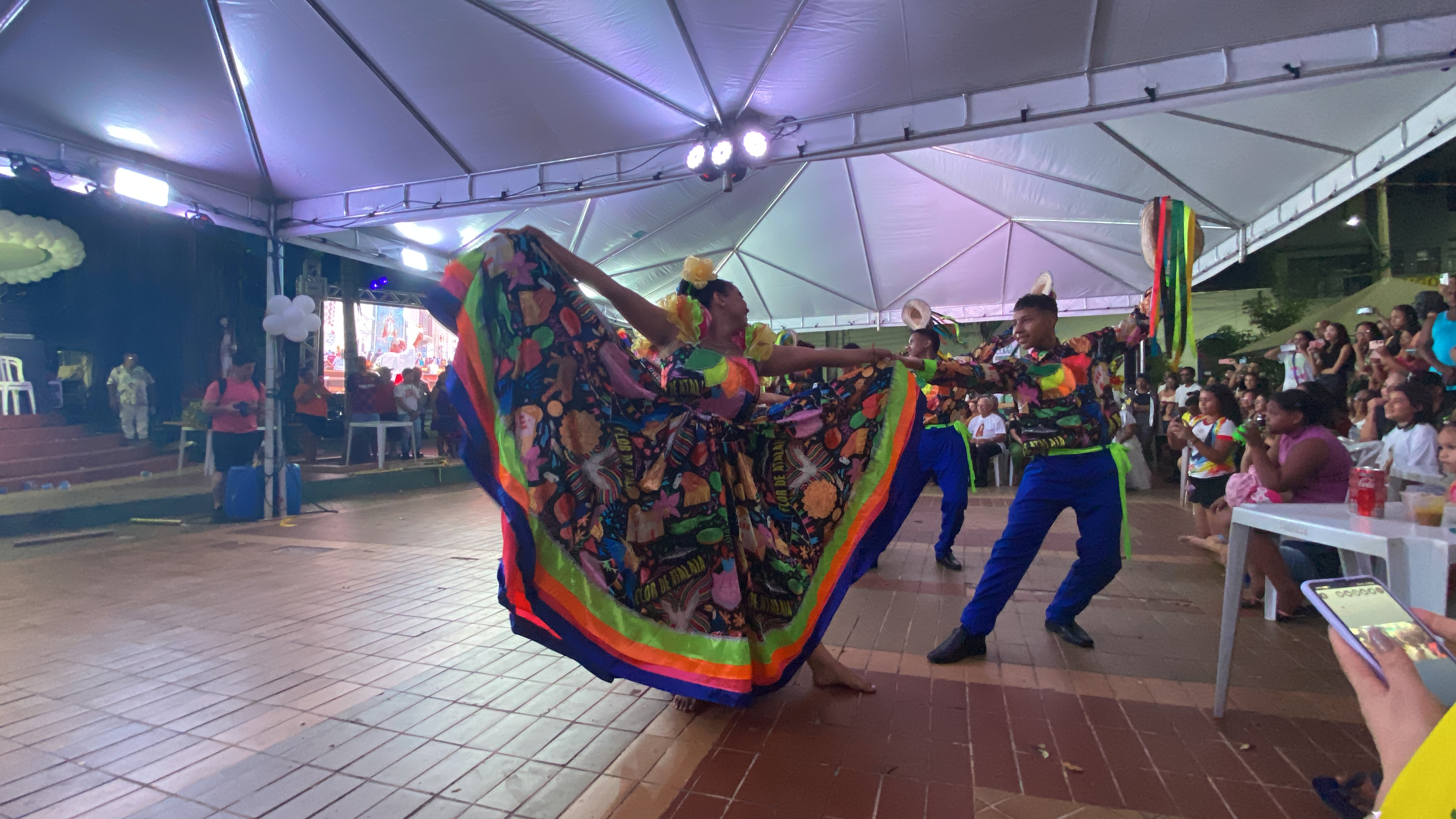
Dançarinos do grupo Flor de Atalaia

(Toada de Siriri - Grupo de Siriri Dona Marcolina)

##### Gariroba
Quebra, quebra gariroba
Quebra, quebra gariroba,
Quero vê "quebrá"
Quebra bem divagarinho
Pra num "machucá"
Aqui não tem, aqui não há
O caruru e o vatapá...
(Toada de Siriri - autor não identificado)